# Зеленых, Екатерина Дмитриевна
Екатерина Дмитриевна Зеленых (укр. Катерина Дмитрівна Зелених; род. 31 января 2001, Артёмовск, Донецкая область) — украинская, а впоследствии румынская спортсменка, борец вольного стиля. Серебряный призёр чемпионата мира и Европы 2024 и 2025 годов. Призёрка чемпионата Украины 2022. Мастер спорта международного класса.

## Биография
Родилась Екатерина 31 января 2001 года в г. Артёмовск, Донецкая область. В 6 лет она пришла в секцию вольной борьбы в местный ДЮСШ Nº2 города Артёмовск. Первый тренером для неё был Максим Ефремов. Представляла Донецкую область на национальном уровне.

## Спортивная карьера
В школьные годы Екатерина не имела больших успехов, но начиная с юниорского уровня она принесла для сборной Украины множество наград. В июне 2019 года она стала третьей на первенстве Европы в испанском городе Понтеведра в весе до 62 кг, спустя два месяца на первенстве мира в Таллине (Эстония) она так же завоевало бронзу в весе до 59 кг. В октябре 2020 года она впервые завоевала свою первую награду на взрослом уровне, на Кубке Украины в финальном поединке она одолела Юлию Лисовскую из Херсонской области в весе до 59 кг. В конце 2020 года выступила на Индивидуальном кубке мира в Сербии, где финишировала на третьем месте, в поединке за третье место она одолела турчанку Элиф Хусейн Яник. В феврале 2021 года Зеленых удачно выступила на мемориале выдающихся украинских борцов и тренеров Украины в городе Киев, где в финале она не оставила шансов Назире Марсбек кызы из Кыргызстана. В апреле 2021 года выступила на взрослом чемпионате Европы в Польше, но не добилась успеха. Месяцем позже на первенстве Европы среди спортсменок до 23 лет она стала серебряной медалисткой в весе до 65 кг. В июне 2021 года она приняла участие на первенстве Европы в Германии, но в финальном матче уступила россиянке Алине Касабиевой. В ноябре 2021 года стала вице-чемпионкой на первенстве мира до 23 лет в Белграде (Сербия) в весе до 62 кг. В начале 2022 года Екатерина заработала бронзовую медаль на Чемпионате Украины в весе до 62 кг. В октябре 2022 года была третьей на первенстве мира среди борцов до 23 лет в Испании. В декабре 2022 года выступила в командном кубке мира в США и завоевала золотую медаль. В 2024 году начала представлять сборную Румынии на международных чемпионатах. В феврале 2024 года стала вице-чемпионкой Европы в весе до 65 кг. В мае 2024 года добыла бронзовую медаль на первенстве Европы среди спортсменок до 23 лет в Баку.
В апреле 2025 года на чемпионате Европы в Братиславе в весовой категории до 68 кг завоевала серебряную медаль. В финальной схватке уступила сопернице из Беларуси Алине Шевчук.

## Спортивные достижения
Взрослый уровень
- Кубок Украины 2020 — ;
- Индивидуальный Кубок мира 2020 — ;
- Мемориал выдающихся украинских борцов и тренеров Украины 2021 — ;
- Кубок мира 2022 (команда) — ;
- Чемпионат Европы 2024 — ;
- Мемориал Дан Колов/Никола Петров 2024 — ;
- Мемориал Петко Сираков/Иван Илиев 2024 — ;
- Чемпионат мира 2024 — ;
- Чемпионат Европы 2025 — ;

Юниорский уровень
- Первенство Европы 2019 — ;
- Первенство мира 2019 — ;
- Первенство Европы 2021 — ;
- Первенство Европы до 23 лет 2021 — ;
- Первенство мира до 23 лет 2021 — ;
- Первенство мира 23 лет 2022 — ;
- Первенство Европы до 23 лет 2024 — ;

## Личная информация
Живёт и тренируется в городе Бухарест, Румыния.